# Giambattista Lorenzo Bogino
Giambattista Lorenzo Bogino di Migliandolo (ur. 1701 w Turynie, zm. 1784) – włoski (sabaudzki i sardyński) hrabia, polityk oraz prawnik.
W roku 1759 Król Sardynii Karol Emanuel III uczynił Bogino ministrem wojny i de facto pierwszym ministrem – „premierem” Królestwa Sardynii. Władca i jego minister razem zlikwidowali resztki poddaństwa chłopów i założyli w Turynie Akademię Nauk. Reformy były podejmowane w duchu częściowo Oświecenia a częściowo typowego absolutyzmu klasycznego. Razem dokonali też w roku 1770 nowej kodyfikacji prawa. Protektor ministra Karol Emanuel III zmarł w roku 1773.
Bogino wprowadził też nową jednolita monetę w Królestwie i zreformował uniwersytety w Cagliari i Sassari (od 1764/1765 roku). Już w roku 1759 ustanowił język włoski oficjalnym językiem.
W polityce zagranicznej podtrzymał sojusz z Imperium Habsburgów.
Nie udało mu się ukrócić szerzącego się wówczas w sardyńskiej części państwa bandytyzmu. Razem z wicekrólem Des Hayes’em zdarzało mu się czerpać sporadyczne zyski z kontrabandy. By skorzystać z luk w kontroli procederu zorganizowali wyprawę dwóch statków: „San Carlo” i „San Vittorio” (14 i 15 października 1767).
W roku 1764 nakazał rolnikom informować państwo o wielkości zbiorów i poddał eksport płodów rolnych kontroli państwowej. W 1767 zreorganizował pocztę lądową i transport morski.
W roku 1770 do rozsadzania sporów między handlarzami, kupcami i rolnikami stworzył dodatkowe sądy: Tribunali del Consolato (po jednym w Cagliari i w Sassari).
Lata 1773–1796, kiedy panował Wiktor Amadeusz III był to okres reakcji klerykalno-monarchistycznej. Giambattista Lorenzo Bogino został wygnany, a do państwa wprowadzona została papieska inkwizycja.